# Santa Clara, Guerrero
Santa Clara är en ort i Mexiko.   Den ligger i kommunen Cuautepec och delstaten Guerrero, i den södra delen av landet, 300 km söder om huvudstaden Mexico City. Santa Clara ligger 37 meter över havet och antalet invånare är 219.
Terrängen runt Santa Clara är platt åt sydväst, men åt nordost är den kuperad. Runt Santa Clara är det ganska tätbefolkat, med 65 invånare per kvadratkilometer. Närmaste större samhälle är Cruz Grande, 6,1 km nordväst om Santa Clara. Omgivningarna runt Santa Clara är en mosaik av jordbruksmark och naturlig växtlighet.